# 香港网络审查
香港網絡審查指香港特別行政區政府對互聯網進行的官方審查或封鎖行為。《香港法例》所容許政府進行的網絡審查內容包括電腦犯罪、色情及侵犯版權，但並無權力限制。
雖然《香港人權法案》訂明「香港居民擁有自由言論與結社的權利」，《基本法》第27條也同時保障了香港居民言論、新聞、出版的自由，但自從《香港國安法》實施後，香港警方無須法庭批准而有權要求電訊服務商刪除或封鎖任何「相當可能構成或導致危害國家安全罪行」的電子資訊，有一連串網站被香港政府封鎖，有評論認為香港的網路自由持續惡化，批評香港政府繞過正常的行政及法律程序，刪除被視為「不良」的內容及服務。
有香港社會運動人士指控中國政府機構出於政治動機而監控其網絡活動及電郵訊息，33%受訪高登網民亦表示曾因為「政治敏感」問題而被管理員刪除貼文。

## 網路審查事件

### 透过抓捕互联网使用者形式的审查

#### 陳冠希事件
2008年，藝人陳冠希私人電腦中內容被竊，其中所含的香港知名藝人不雅照在網路上被廣為傳播，因應此事香港警察抓捕了十名被指傳播色情材料的嫌疑人。承認最初竊取陳冠希電腦內容的電腦修理師以不誠實使用電腦罪被判刑八年半。此後，香港警方陸續會見超過200名香港網站負責人，要求其配合警方刪除陳冠希事件中洩漏的照片，又以此事件為由從香港本土網站處獲取了超過30名照片傳播者的IP位址。這一事件使得人權活動人士指責香港警方違反了基本的公民私隱權與言論自由的保障，且其選擇性執法忽略了一般公民在網路上的權利。

### 透过封锁特定网站方式的审查
香港網絡供應商封鎖的網站，主要是在家庭寬頻及流動數據網絡中切斷有關網站的連線服務，而大部份公共WIFI亦受其影響。惟網絡供應商在提供商用網絡時，多數沒有採取封鎖的安排，以確保香港作為金融中心之運作。

#### 「香港編年史」網站
2021年1月7日晚上，起底警務人員和親政府人士資料的網站「香港編年史」發出聲明指6日起香港部分使用者無法連接至該網站，質疑多間互聯網服務供應商應政府部門要求封網。香港警方指不評論個別案件，但又引用《香港國安法》指警方可要求服務供應商對「構成危害國家安全罪行」的網站或信息進行禁制。根據《明報》報道，這是警方首次引用國安法第43條封鎖網站。對此，香港寬頻於1月8日曾表示沒有封鎖使用者連接至該網，但其後於1月14日承認已按《國安法》的要求，封鎖有關網站。
香港政府对「香港編年史」封锁方法为DNS污染，这也是中國大陸防火长城常用的阻断方式之一。

#### 台灣相關網站

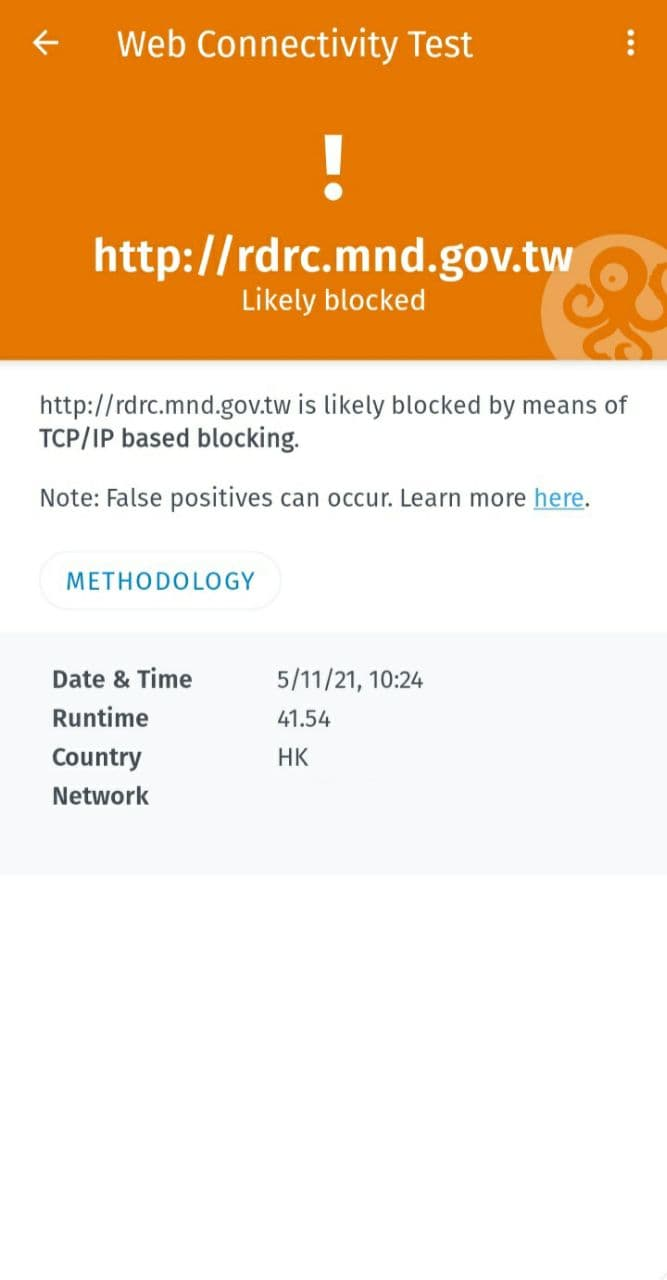
OONI测试中華民國國防部國軍人才招募中心的網站可能被在TCP/IP层屏蔽的截图

2021年2月10日，部分香港ISP封鎖中華民國行政院促進轉型正義委員會網域（tjc.gov.tw及twtjcdb.tjc.gov.tw）。該網站載有威權時期紀錄，而委員會成立目的為執行轉型正義，面對威權時期的真相，「面對不義過去、反省體制，透過看見國家所行之不義，避免歷史重演」。2021年2月18日，有網民發現促進轉型正義委員會網站可被香港ISP正常訪問。
2021年4月25日，台灣執政黨民主進步黨的官網和中華民國國防部國軍人才招募中心的網站，被發現無法經香港伺服器連接。前一日，被中共认为有台獨背景的台灣基督長老教會網站亦被發現被封鎖。。 4月27日，民主進步黨網站和台灣基督長老教會網站重新可於香港登入。

#### 「香港約章」網站
2021年6月18日，2021香港約章網站（2021hkcharter.com）被香港特區政府以違反《港區國安法》為由封鎖。

#### 支聯會相關網站
「六四記憶．人權博物館」網站（8964museum.com）於2021年9月28日，被香港主要ISP封鎖。

#### 香港監察網站
據《明報》報導，2022年2月14日，「Hong Kong Watch」（香港監察）在Twitter表示，留意到部分香港網絡供應商無法連線至組織的網站，表示與「香港編年史」網站去年遭到封鎖的手法相同，估計是受到香港警方的要求。香港監察稱，部分香港網絡供應商，包括PCCW、中移動、香港寬頻及網上行等，無法連線至組織的網站，顯示是由於DNS遭竄改。

#### 現時及曾經被封鎖網站列表
本列表“封鎖方式”一栏使用OONI的标准，包括“DNS欺騙”、“TCP/IP封鎖”以及“HTTP封鎖”。
| 網站                 | 網址                                                          | 種類         | 語言           | 封鎖時間            | 封鎖方式           |
| -------------------- | ------------------------------------------------------------- | ------------ | -------------- | ------------------- | ------------------ |
| 香港編年史           | hkchronicles.com hkleaks.info blockedbyhk.com goodhope.school | 百科, 政治   | 正體中文, 英文 | 2021年1月7日        | TCP/IP封鎖 DNS欺騙 |
| 促進轉型正義委員會   | www.tjc.gov.tw twtjcdb.tjc.gov.tw                             | 政府         | 正體中文       | 2021年2月13日       | HTTP封鎖           |
| 台灣基督長老教會     | www.pct.org.tw                                                | 教會         | 正體中文       | 2021年4月24日       | TCP/IP封鎖         |
| 民主進步黨           | www.dpp.org.tw                                                | 政黨         | 正體中文       | 2021年4月24日       | 未知               |
| 2021香港約章         | 2021hkcharter.com                                             | 政治組織     | 正體中文，英文 | 2021年6月18日或19日 | TCP/IP封鎖         |
| 六四記憶．人權博物館 | 8964museum.com                                                | 政治         | 正體中文       | 2021年9月28日       | TCP/IP封鎖         |
| 香港監察             | hongkongwatch.org                                             | 政治         | 英文           | 2022年2月14日       | DNS欺騙            |
| 香港民主委員會       | hkdc.us                                                       | 政治         | 英文           | 2022年10月26日      | DNS欺騙            |
| 《如水》雜誌         | flowhongkong.net                                              | 媒体         | 中文           | 2024年10月4日       | DNS篡改            |
| 逆統戰：烽火         | www.reversedfront.tw                                          | 台灣手機遊戲 | 正體中文       | 2025年6月17日       | 未知               |

### 願榮光歌曲事件
2024年5月8日香港高等法院頒布的裁決，以任何方式廣播、表演、印刷、出版、銷售、分發、傳播、展示或複製願榮光歸香港歌曲，包括改編版本，而具有中國《香港國安法》等法律所定義的煽動分裂國家、侮辱中國國歌意圖，均可能觸犯藐視法庭罪。
2024年5月15日YouTube表示，將遵從香港法院裁決，即時將指定的32條影片下架。跟據BBC記者測試，從香港打開這些YouTube影片連結，即被告知：「因法庭命令，此內容不能在此網域提供。」聲明中指出，所有香港用戶會因地緣阻隔（geoblock），而無法查看有關影片。

## 考慮封鎖Telegram
2022年5月，據頭條日報報道，私隱專員鍾麗玲透露正考慮就屢次的上載起底資料平台設立黑名單，消息指包括Telegram。私隱專員公署表示自2019年起，已留意到香港很多起底訊息，不少是從Telegram群組發出，當中大部分涉及政治因素，被起底人士包括政府官員、立法會議員，以至一般市民等，揚言公署正積極考慮首次引用《個人資料（私隱）條例》第66L條所賦予的權力，停止或限制市民接達相關平台上有關訊息發布所在的部分，甚至是整個平台不能瀏覽。私隱專員公署回應指不會就個別個案的執法行動作出評論，會視乎有關的起底訊息的數量及頻密性，採取適當的執法行動，減低對受害人的傷害。

## 平台自我審查事件

### TikTok
2020年7月，伴隨港區國安法實施，TikTok宣佈撤出香港，取而代之以中國版抖音服務香港。而用戶於香港之訪問受阻，普遍相信TikTok會利用Sim卡之登記地資訊禁止中國大陸及香港人士使用該程式。有分析指出，字節跳動有意於香港實行數位“一國一制”。

### Disney+ 阿森一族
2021年11月27日，立場新聞發現於香港上線之Disney+服務，沒有上架《阿森一族》涉及六四事件一集。

### 聯合早報
2023年6月21日，自由亞洲電台報道稱《聯合早報》一篇關於「拜登稱習近平為獨裁者」的報道，在香港無法閱覽，惟香港境外地區均可成功開啟；同時自由亞洲電台發現多篇關於香港今年「六四」悼念的報道亦出現同樣情況，引來外國新聞媒體在港遭「屏蔽」疑慮。